# Kojiki
Le Kojiki (古事記, litt. Chronique des faits anciens aussi prononcé Furukoto fumi) est un recueil de mythes concernant l’origine des îles formant le Japon et des kamis, divinités du shintoïsme. Avec le Nihon shoki, les légendes contenues dans le Kojiki ont inspiré beaucoup de pratiques et de croyances du shintoïsme. Le Kojiki (712) et le Nihon shoki (720) sont souvent comparés et analysés ensemble, sous l’appellation Kiki. Leur ressemblance vient de leur but commun : légitimer la lignée impériale. Le Nihon shoki permet aussi de remanier aux limites du Kojiki. Le Kojiki est toutefois généralement considéré comme le plus ancien écrit japonais existant encore de nos jours et est entièrement écrit en langue japonaise,, en caractères chinois.

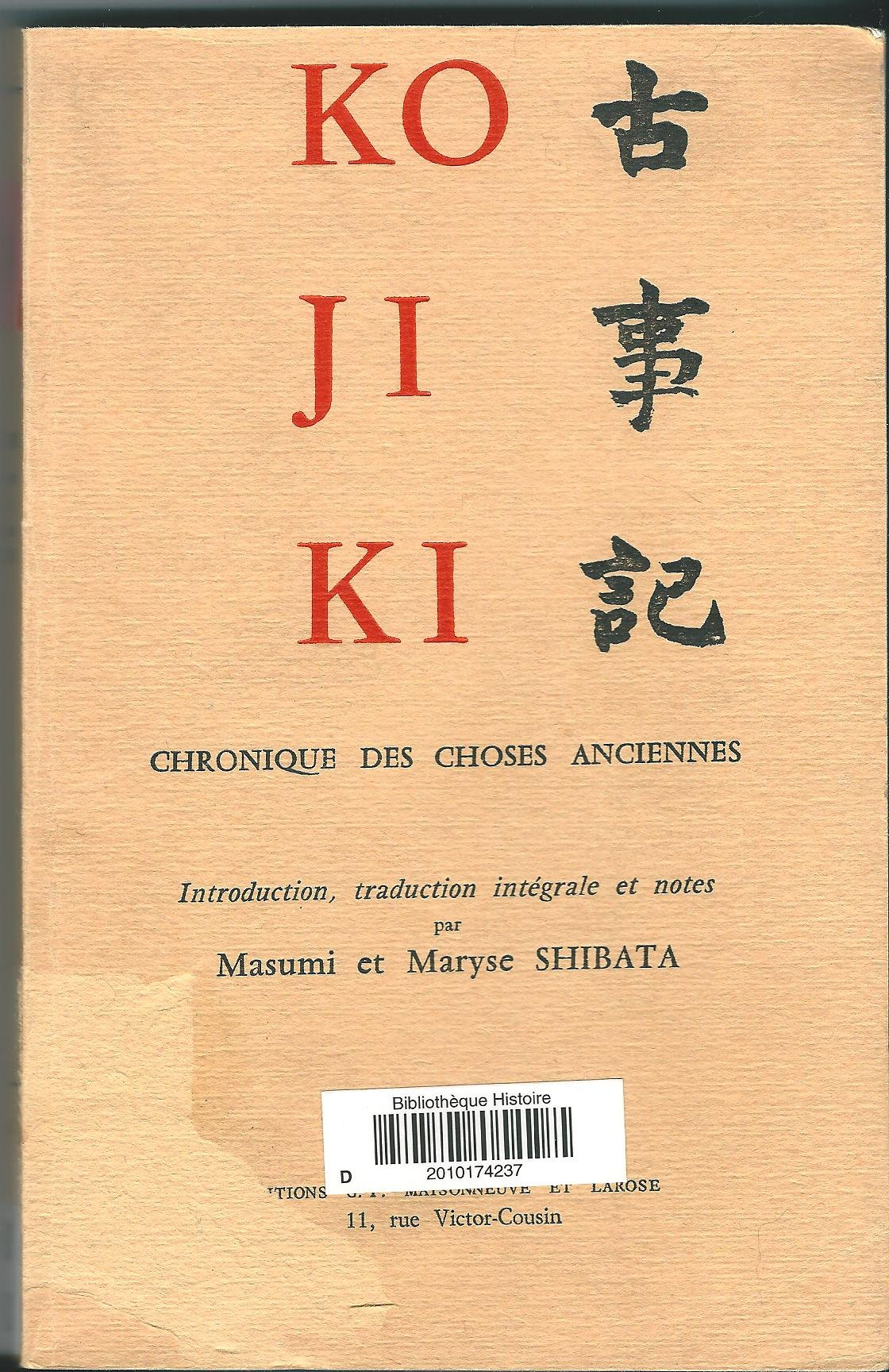
Édition française du Kojiki.

Le Kojiki est une compilation des récits du conteur Hieda no Are par le chroniqueur Ō no Yasumaro, sur l’ordre de l’impératrice Genmei. Il lui fut offert en 712.

## Contexte historique et politique
Appelé Yamato par ses habitants, le nord du Kyūshū et l'est du Honshū composent, à partir du VIe siècle, un ensemble de territoires dirigés par des familles (maison ou uji) réunies autour d'un monarque appelé ōkimi, appellation transcrite à l'aide de lettres chinoises qui signifient « grand roi » ou « grand souverain », et installé dans la région du Kinki. Cette monarchie, le Yamato, est en réalité placée sous la domination des dynasties chinoises Sui et Tang qu'ils appellent péjorativement le pays des « Wa ».
Cependant, l'arrivée de colons et de marchands venus de la péninsule coréenne (Kikajin) eux-mêmes porteurs de nouveaux schémas culturels et politiques chinois poussent les ōkimi, pris dans d'incessantes luttes intérieures minant progressivement leur autorité, à adopter progressivement le modèle de gouvernement plus stable de Chang'an. Ainsi le VIIe siècle voit se déclencher plusieurs réformes qui visent à structurer le royaume de manière plus centralisée :  les réformes de Shōtoku Taishi et de la reine Suiko en 603, puis la réforme de Taika menée par Tenji en 646 et les changements plus radicaux de Tenmu (règne de 672 à 686) poursuivis ensuite par sa veuve Jitō (règne de 686 à 697). Ces deux derniers personnages dotent également le pays d'un arsenal juridique complet compilé en 701 et directement inspiré du système chinois : le code de Taihō. Ils structurent le Yamoto autour d'une administration étatique complexe mais stable et le soustraient à la dépendance chinoise,.
En outre, Tenmu, tout en favorisant l’essor du bouddhisme, du confucianisme et du taoïsme, rapproche davantage l'image du monarque des divinités locales : il se désigne lui-même comme « manifestation vivante de la divinité » (現神 (akitsukami)) et confirme sa filiation avec la déesse du soleil Amaterasu (même si les souverains ōkimi le précédant se réclamaient déjà de la déesse). Il envoie régulièrement une vestale au sanctuaire d'Ise (sanctuaire d'Amaterasu) et inaugure la coutume qui consiste à en reconstruire le temple central tous les vingt ans. Dans cette optique, il renomme le Yamato en Japon — Nihon ou Nippon (日本) étymologiquement « origine (本, hon) du Soleil (日, ni) » — et devient l’empereur du « pays où le soleil se lève » face à la Chine, le « pays où le soleil se couche ». Il prend également le titre de Tennō et proclame ainsi l'équivalence de sa position avec celle des empereurs chinois. Parallèlement à cela, il ordonne en 681 la confection d'une chronique officielle, le Kokushi ou le Jōko no shoji, qui fixe « l'histoire officielle de la monarchie et des grands faits anciens ». Ce texte, aujourd'hui disparu, a fort probablement servi de base d'inspiration à la rédaction des chroniques impériales de 712, le Kojiki et de 720, le Nihon shoki,.

## Rédaction
L'empereur Tenmu aurait ordonné à Hieda no Are de compiler les traditions et généalogies de l’époque. Hieda no Are se serait inspiré du Teiki et du Kyūji. À la mort de Tenmu, le projet fut repris par l’impératrice Genmei, qui ordonna à Ō no Yasumaro de mettre par écrit ce qu’avait recueilli Hieda no Are. Il mit quatre mois à le faire et remit le résultat final à Genmei le 28 janvier 712. Cependant, faute de versions intermédiaires, on ignore ce que Ō no Yasumaro y a ajouté. Même si aujourd’hui le Kojiki est catégorisé comme une histoire mythique, à l’époque de sa rédaction, son récit faisait partie intégrante de l’histoire du Japon.
L’écriture du Kojiki avait comme but de légitimer la lignée impériale du Japon, puisque celle-ci descendait des Kamis représentés dans le récit. Le Kojiki représente donc un monde unifié auquel aspire le Japon de l’époque. Sa compilation n’arrête tout de même pas les autres clans japonais de tenir tête à la lignée impériale. De plus, en raison du but premier de sa rédaction, le récit ne constitue pas les convictions de l’ensemble de la population japonaise de l’époque.
Malgré la présence du bouddhisme dans le pays au moment de la rédaction, on n’y observe pas de mention dans le Kojiki. Toutefois, on note une certaine influence du confucianisme chinois dans le récit. De plus, même si le livre permet une compréhension de la religion shintoïste, il n’y a aucune présence du terme « shinto » dans le récit. La présence de ce terme se trouve pour la première fois dans le Nihon shoki.

## Contenu

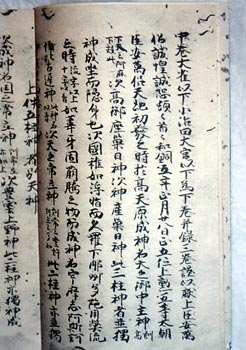
Page d’une version manuscrite de 1371 à 1372.

Le Kojiki contient de nombreuses chansons et poèmes, ce qui est commun dans les autres écrits japonais de l’époque. Alors que les récits historiques et les mythes sont écrits sous une forme de chinois mélangé avec un nombre important d’éléments linguistiques japonais, les chansons sont écrites avec des caractères chinois employés pour transmettre les sons seulement. Cette utilisation spéciale des caractères chinois s’appelle man'yōgana ; une connaissance de la chose est essentielle pour comprendre ces chansons. De plus, elles ont été écrites dans un dialecte de la région de Yamato du VIIe au VIIIe siècle environ appelé Jōdai nihongo (上代日本語, litt. « japonais de l’âge supérieur »).
Le Kojiki est divisé en trois volumen : le Kamitsumaki (上巻, litt. « Rouleau précédent »), le Nakatsumaki (中巻, litt. « Rouleau intermédiaire ») et le Shimotsumaki (下巻, litt. « Dernier rouleau »). Il s’agit de la numérotation chinoise des volumes d’un livre. Même s’il est divisé en trois parties, il n’y a pas de structure précise dans le récit. Il n’y a pas non plus d’histoire, de thème ou encore de rôle principal. Le tout rend sa lecture plus difficile. Il y a donc certaines incohérences.
Le Kamitsumaki inclut la préface et se concentre sur les divinités de la création et sur la naissance de diverses autres déités et de leurs aventures fantastiques. La plus célèbre de ces aventures est celle d’Amaterasu, la déesse du soleil, qui envoya sur terre son petit-fils Ninigi pour fonder les prémices de la lignée impériale.
Le Nakatsumaki débute avec l’histoire du premier empereur, Iwarehiko (ou son nom posthume : Jinmu), de la défense de ses terres natales d’Izumo à Kyūshū jusqu’à sa conquête du Japon et se termine avec le 15e empereur, Ōjin. Plusieurs de ces histoires sont de l’ordre du mythe et le contenu historique allégué est hautement suspect.[réf. nécessaire] Par ailleurs, pour des raisons inconnues, le 2e et le 9e empereurs japonais sont cités, mais leurs accomplissements sont en grande partie oubliés. Certains historiens pensent que ces empereurs furent inventés afin de créer une illusion de vraisemblance dans les dates.[réf. nécessaire]
Une des principales histoires de ce volume est celle de Yamato Takeru.
Le Shimotsumaki couvre du 16e empereur, Nintoku, au 33e empereur, Suiko et, à la différence des volumes précédents, fait référence de façon très limitée aux déités qui sont pourtant si présentes dans le premier et deuxième volume. Toutefois, peu de renseignements sur le 24e et du 33e empereur sont donnés. Les derniers chapitres sont purement chronologiques.

## Intérêt historique duKojiki
Le Kojiki est basé sur des légendes populaires datant du IVe au VIe siècle (avant l’arrivée du bouddhisme au Japon) et n’est donc pas considéré comme une source historique fiable. Cependant, c’est une œuvre essentielle pour comprendre la pensée shintoïste.
Longtemps oublié, le Kojiki a vu sa popularité revenir durant l’époque edo, grâce à l’arrivée de l’imprimerie au Japon. Avant que les livres anciens ne soient imprimés, seuls les plus haut placés pouvaient lire ceux-ci, c'est-à-dire l’aristocratie japonaise ou encore les prêtres. La compilation du Kojiki visait entre autres la cour de Yamato. Néanmoins, avec l’imprimerie de masse, une plus grande portion de la population a eu accès aux livres anciens, dont le Kojiki.
Une école de pensée s’est particulièrement intéressée au Kojiki, celle du kokugaku. Le kokugaku, qui signifie écoles des études nationales, débuta durant la période d’edo, autour du XVIIIe siècle. Leur intérêt d’études se centrait sur le besoin de revenir au Japon traditionnel. En effet, selon ses membres, le Japon était impur en raison de la présence extérieure, par exemple de la Chine et du confucianisme. Pour chasser cette impureté, il était donc impératif d’apprendre les textes anciens. Le kokugaku visait donc l’étude de la littérature de la religion japonaise (le shintoïsme), de l’histoire du Japon, de la société ancienne du Japon ou encore de l’ethnologie au Japon. Cinq penseurs ont été particulièrement attachés à cette vision : Keichuu, Kada no Azumamaro, Kamo no Mabuchi, Hirata Atsutane et Motoori Norinaga.
Motoori Norinaga (1730-1801) s’attardera énormément au Kojiki durant sa vie. Durant la deuxième moitié du XVIIIe siècle, Norinaga écrivit le Kojiki-den (qui signifie commentaires du Kojiki) répartit en 44 tomes. Le commentaire du Kojiki de Motoori Norinaga souhaitait analyser le Kojiki comme un texte sacré d’un Japon idéal vivant en harmonie.
Motoori Norinaga avait choisi d’étudier le Kojiki et non le Nihon shoki puisque selon lui, le Kojiki se rapprochait le plus de la langue japonaise tandis que le Nihon shoki avait une plus grande influence chinoise dans son texte au niveau de la langue que le Kojiki.
Après avoir lui-même été disciple de Kamo no Mabuchi, Motoori Norinaga a créé une école sur la pensée nationale, qui étudiait et discutait des idées du kokugaku et donc de la littérature japonaise. Cette école se nommait Suzu no Ya, débuta autour de 1773 et sera ouverte jusqu’à sa mort, en 1801.
Grâce à l'œuvre de Motoori Norinaga, le Kojiki a vu sa popularité augmenter en raison de ses commentaires sur le shintoïsme présent dans le récit ancien. Ensuite, la montée du nationalisme japonais durant le XIXe et les XXe siècles porte aussi une influence sur l’étude du Kojiki durant cette époque.
Le livre n’était presque plus étudié dans l’après-guerre, étant jugé complètement non historique. Néanmoins, à partir des années 1960, les historiens ont commencé à penser que certains éléments du Kojiki pouvaient être basés sur des faits réels. De plus, il s’agit d’une des seules sources indigènes sur le Japon de cette époque. Son récit permet d’observer une vision de la culture et des croyances japonaises originelles, ce qui rend son étude aujourd’hui importante pour l’histoire du Japon.
La localisation exacte des évènements du Kojiki (tout comme celle du Yamato) n’est pas connue. Dans le texte, le Japon est appelé pays intermédiaire (葦原中つ国, Ashihara no Nakatsukuni, litt. « le pays intermédiaire aux plaines de roseaux »). Le pays est dit intermédiaire car situé entre la plaine céleste (高天原, Takamagahara) et le pays des morts (黄泉の国, Yomi no kuni). Le pays intermédiaire est relié à la plaine céleste par le pont flottant du ciel (天の浮橋, ame no ukihashi) et au pays des morts par la « pente vers le pays des ténèbres » (よもつ平坂, yomotsu hirasaka).
En ce qui concerne les dates des évènements du Kojiki, il n’y en a que très peu, environ quinze qui représentent en majeure partie les différents décès de la lignée impériale. De plus, la dernière personne citée de la lignée est l’impératrice Suiko, morte en 628, soit presque un siècle avant la compilation du Kojiki.